# Guba
Guba, lepra ili Hansenova bolest (grčki λέπι = riblje krljušti) je zarazna bolest poznata od drevnih vremena, kada je bila zdravstveni problem u Kini i Indiji. 

## Opis bolesti
Uzrok gube su bakterije Mycobacterium leprae i Mycobacterium lepromatosis. Prvu je otkrio 1873. Gerhard Armauer Hansen. Simptomi su bijele lezije na kojima se ne osjeća bol. Bakterija napada živce ruku, nogu i lica. Može uzrokovati sljepoću i oduzeti sposobnost pomicanja ruku i očnih kapaka. Na kraju, dovodi do deformacija koje se često povezuju s gubom. Oslabljeni su osjeti za hladnoću, toplinu i bol, te se rane mogu zagnojiti i inficirati. Vrijeme inkubacije ove bolesti traje od par mjeseci do 40 godina. Za liječenje gube se koristi više antibiotika, od kojih je najpoznatiji dapson. Guba je iskorijenjena u Europi, ali zato predstavlja problem u Indiji, Brazilu i Africi. 2004. je u Indiji pronađeno 400 000 novih slučajeva. Suprotno popularnu vjerovanju, guba nije jako zarazna bolest. Postoje dvije vrste gube: tuberkuloidna i lepromatozna. 

## Povijest
U Indiji se simptomi gube spominju u svetoj knjizi Atharva-veda. Tekst iz drevne Kine napisan na bambusu, opisuje kako guba uzrokuje i gubitak kose. U srednjem vijeku se gubu smatralo kaznom za grijehe. Mislilo se da su bolesnici kažnjeni za preljub, a takvo mišljenje je nastalo zbog sifilisa, jer je ta bolest tada bila znana kao guba, a također uzrokuje mrlje na koži. Huchon le Gressier je bio protjeran iz bolnice za gubavce jer je doveo svoju ljubavnicu, te je ponovo primljen kad je obećao da to neće ponoviti. Zbog ovakvih tvrdnji gubavce se smatralo pohotnima. Islamski filozof Ibn Sina je rekao da je guba rak cijelog tijela, a prema tome je rak guba jednog dijela tijela.

#### Guba u Hrvatskoj
Guba je stoljećima harala Europom, pa i Hrvatskom. U Dalmaciji je tako svaki veći grad imao svoj leprozorij. Krajem 18. st. guba je iščezla, da bi se iznenada pojavila u 19. st. Najvjerojatnije je došla iz susjedne Bosne, kamo su je donijeli turski vojnici. Početkom 20. st. u Dalmaciji je bilo svega 7 gubavaca. Da bi se spriječilo širenje bolesti namjesništvo u Zagrebu naredilo je da se u Metkoviću pronađe mjesto za leprozorij gdje bi se smjestili svi dalmatinski gubavci. Svega 2 km od grada, u predjelu Pavlovača podignut je 1905. leprozorij. Uz bolesničke sobe tu je bila i ambulanta i kapelica. Smrću većine bolesnika 1925. i zatvaranjem leprozorija službeno je iskorijenjena guba u Hrvatskoj. Zanimljivo je da se u župnom uredu sv. Ilije u Metkoviću čuva pinceta kojom je svećenik davao sv. pričest bolesnicima.

## Guba u Bibliji
U Bibliji se guba prvi put spominje kod Mojsija, kojemu se Jahve ukazao u plamtećem grmu. On je učinio da Mojsijeva ruka bude "bijela kao snijeg". Mojsije se oženio strankinjom, pa su mu njegov brat Aron i sestra Mirjam prigovarali. Jahve je kaznio Mirjam gubom, ali se Mojsije molio za nju i ona je ozdravila, ali tek nakon deset dana. U Levitskom zakonu se spominje da se bolesnik mora pokazati Aronu koji bi ga pregledao i zaključio je li u pitanju guba. Ako bi Aron proglasio čovjeka bolesnim, on bi napustio zajednicu te je morao vikati: "Nečist!", kako bi ga se moglo prepoznati. Kralj Uzija je kažnjen gubom jer je pokušao prinijeti žrtvu, što su smjeli samo svećenici. Kad je napao svećenika, svjetlost mu je obasjala lice te je obolio, a do kraja života je živio u odvojenoj kući. U Novom zavjetu Isus je dva puta ozdravio gubavce: prvi put je ozdravio samo jednog čovjeka, a drugi put njih deset. Devet od njih je otišlo bez zahvale; samo je jedan gubavac, Samarijanac, zahvalio Isusu.

## Kolonije gubavaca
Kolonije gubavaca ili leprozoriji su osnivani kako bi oboljeli mogli živjeti te bi se o njima brinulo. Kad je lijek za lepru pronađen 1982., kolonije su zatvarane. Najpoznatije su kolonije bile:
- Otok Culion, Filipini
- Kalaupapa, Havaji
- Spinalonga, Grčka
- Carville, SAD
- Zoquiapan, Meksiko
- Derby, Australija